# Eugènia Balcells
Eugènia Balcells   (Barcelona, 12 de maig de 1943) és una artista visual de Catalunya, considerada una pionera de la creació audiovisual catalana.

## Biografia
Diplomada en arquitectura tècnica, els seus començaments artístics en els anys 70 van estar lligats a l'art conceptual català i a la crítica sociològica, la societat de consum i els mitjans de comunicació. Balcells es va familiaritzar amb el vídeo i la creació audiovisual als Estats Units, on la popularització del vídeo coincideix amb l'articulació de la segona onada de feminisme i representa per a moltes dones la possibilitat de redefinir el llenguatge artístic des d'experiències femenines de creació, noves maneres d'analitzar i interpretar la realitat, de representar l'alteritat i d'explicar-se com opera la subjectivitat en el coneixement del món.
Eugènia Balcells s'ha caracteritzat per la creació d'estructures lumíniques, de construccions simbòliques, definint la llum com a eix central de tot el seu treball, encara que en cada moment ha estat implicada en la realitat social i personal del seu entorn vital. En una primera etapa, en el marc dels llenguatges del conceptualisme, Eugènia Balcells inicia una anàlisi de la imatge “ja feta” i dels codis visuals de la publicitat, i deixa en evidència la ideologia del consum (Supermercart, 1976, Ofertes, 1977), que comença a fer-se paisatge per a la seva generació, nascuda en l'etapa “d'obertura” de la dictadura i immersa en les dinàmiques de la transició democràtica. Aviat se li fa present la importància d'incidir en les narratives visuals i discursos de la cultura de masses dirigits per controlar el desig femení i reduir l'horitzó de sentit de les existències de les dones. Comença a explorar maneres de desplaçar-se d'aquests ordres de visió: lúdicament, en el film Boy Meets Girl (1977), en què aparella imatges d'homes i dones tractades com els dibuixos de fruites d'una màquina escurabutxaques; o bé, creant noves maneres d'entendre la relació subjecte/objecte, com en la instal·lació de vídeo bicanal Going Through Languages (1981), en què es confronten dues maneres de filmar el cos femení (la patriarcal i la proposada per l'artista). Amb moviment fluid i circular, la càmera s'implica i relata deixant obert l'espai de la incertesa, la parcialitat de la visió, la tactilitat de la mirada. La noció "estant-sent" esdevindrà fonamental en moltes de les seves instal·lacions des d'on elabora una visió del cos femení —i també del masculí— que revela les coordenades d'una temporalitat i una corporalitat multidimensional, avançant-se a reflexions de teories feministes del segle xxi.
Aquestes investigacions no haurien estat possibles sense tenir en compte la seva passió pel cinema experimental, interès que va compartir amb el grup que sorgí a Barcelona a finals dels anys 70 del segle XX anomenat film vídeo informació (format per ella mateixa, Eugeni Bonet, Manuel Huerga i Juan Bufill). La seva pel·lícula Fuga (1979), un poema cinematicovisual, treballa la complexitat de les relacions espaciotemporals mitjançant un teixit de plans. També són rellevants en aquesta investigació sobre la imatge en moviment les seves “partitures-visives” (instal·lacions de vídeo per a ser llegides com a partitures), que esdevindran performances en col·laboració amb les i els músics que havia conegut a les seves estades a Nova York, com Barbara Held, i especialment Peter van Riper, o més tard, els de l'avantguarda musical espanyola, hereus i hereves de les orientacions de John Cage, Merce Cunningham, “Fluxus” i de coreògrafes com Simone Forti i Anna Halprin.
La seva lectura de The Tao of Phisics. An Exploration of the Parallels Between Modern Physics and Eastern Mysticism (1979), de Fritjof Capra, un físic nuclear, va impulsar el seu interès a investigar les coincidències entre matèria i energia. Animada per arguments científics i també per recerques en tradicions i àmbits espirituals, les instal·lacions d'Eugènia Balcells versaran sobre la llum, el color i la capacitat humana de reconèixer i gaudir del llenguatge invisible de la matèria. En l'obra Freqüències (2009), va traduir la taula periòdica dels elements a un codi de color, fent possible que l'espectador/a s'introdueixi en els misteris de la física quàntica. En l'exposició homònima, i sota el guiatge de l'amiga pedagoga Eulàlia Bosch, va donar una prova més del seu interès a no dissociar recerca i educació, una línia de treball que mantenen moltes dones creadores. A més de convidar un gran nombre d'estudiants (des d'infantil i universitaris i universitàries) a l'exposició, ella mateixa va preparar un videodocumental creatiu que dialogava amb una àmplia selecció dels treballs que van sorgir d'aquelles experiències i aprenentatges.
El novembre del 2022, Balcells col·labora amb el diari Ara i firma una de les seves edicions especials d'artista, una iniciativa que en anys anteriors havien fet creadors com Miquel Barceló, Perejaume o Jaume Plensa. L'artista intervé en totes les pàgines del diari il·lustrant les notícies amb imatges d'objectes que dialoguen amb els continguts. Aquest número especial es va publicar el diumenge 6 de novembre del 2022 juntament amb una edició del suplement Ara Diumenge dedicat també a la vida i l'obra de Balcells.

## Obres destacades
- Supermercart (1976)
- Ofertes (1977)
- Boy Meets Girl (1977)
- Fuga (1979)
- Going Through Languages (1981)
- Freqüències (2009)

## Premis i reconeixements
El reconeixement social li ha arribat amb la Medalla d'Or del Mèrit a les Belles Arts (Ministeri de Cultura) el 2009 i el Premi Nacional de Cultura 2010 (Generalitat de Catalunya). L'artista reconeix que la seva creació és, sobretot, una manera d'honorar i motivar la capacitat humana de crear, i pensa que, en la societat del segle xxi, la visió de les i els artistes pot ser fonamental per a consolidar les bases de la societat i la cultura en un ordre de respecte per la vida. L'any 2025 va rebre la Creu de Sant Jordi, atorgada per la Generalitat de Catalunya, com a reconeixement a la seva tasca i aportació a la cultura catalana.
Cal mencionar també que Balcells té un abric fet de postals de dones, anomenat abric portable, que llueix en ocasions especials per honorar la presència i la tasca de moltes dones en la història amb les quals se sent “en relació”. Aquest reconeixement d'ordre simbòlic matern l'ha portada durant aquests últims anys a pensar en ferm el seu desig de fer cinema i iniciar finalment el projecte d'una pel·lícula sobre la història de la seva besàvia, nascuda a Birmània al segle xix.